# 潘傑半鮠
潘傑半鮠，為輻鰭魚綱鯰形目鱨科的其中一種，為熱帶淡水魚類，分布於亞洲印尼淡水流域，體長可達13.9公分，棲息在溪流底層水域，生活習性不明。